# Alexandr Karpovcev
Alexandr Georgijevič Karpovcev (Александр Георгиевич Карповцев, * 7. dubna 1970, Moskva, SSSR – 7. září 2011, Jaroslavl, Rusko) byl ruský hokejový obránce, který působil v KHL i NHL. V dresu klubu New York Rangers získal v sezoně 1993/1994 Stanley Cup.
V roce 2011 zahynul při letecké havárii klubu Lokomotiv Jaroslavl, u kterého působil jako asistent trenéra.

## Reprezentace
V mládežnických kategoriích reprezentoval Sovětský svaz – na mistrovství Evropy do 18 let 1988 v Československu vybojoval se spoluhráči bronz, o dva roky později s reprezentací do 20 let získal stříbro na světovém šampionátu této věkové kategorie ve Finsku.
V dresu ruské reprezentace hrál na MS 1993 v Německu (zlato), světovém poháru 1996 (semifinále) a MS 2005 v Rakousku (bronz).

### Reprezentační statistiky
| 1988 | SSSR 18 | ME 18 | 6 | 0 | 2 | 2 | 4  |
| 1990 | SSSR 20 | MS 20 | 7 | 0 | 1 | 1 | 8  |
| 1993 | Rusko   | MS    | 8 | 0 | 1 | 1 | 10 |
| 1996 | Rusko   | SP    | 1 | 0 | 0 | 0 | 0  |
| 2005 | Rusko   | MS    | 8 | 0 | 1 | 1 | 2  |

## Kariéra
V sovětské nejvyšší soutěži debutoval ve dvou utkáních ročníku 1987/88 v dresu mateřského klubu HK Dynamo Moskva. V klubu působil až do úvodu ročníku 1993/94, po kterém zamířil do klubu NHL New York Rangers. Hned ve své premiérové sezoně slavil zisk Stanley Cupu. Sezona 1994/95 začala kvůli sporům majitelů klubů a hráčských odborů později, tak jí Karpovcev rozehrál v Dynamu, po rozběhnutí soutěže se vrátil do New Yorku. Rangers jej v sezoně 1998/99 vyměnili do celku Toronto Maple Leafs. Zde působil do roku 2000. V úvodu sezony 2000/01 neměl v NHL angažmá, tak odehrál pět utkání za Dynamo, než se dohodl na návratu do zámoří v dresu Chicago Blackhawks. V sezoně 2003/04 jej Chicago vyměnilo do New York Islanders – většinu tohoto ročníku marodil se zraněním kotníku (stejný problém jej provázel i o sezonu dříve).
Sezona NHL 2004/05 byla zrušena pro opětovné spory hráčů a vedení ligy, tak jí Karpovcev strávil v ruské superlize – zde hájil barvy klubů Sibir Novosibirsk a Lokomotiv Jaroslavl. Po výluce se vrátil do NHL, za Florida Panthers však odehrál jen šest utkání, ročník 2005/06 dokončil v Novosibirsku. V tomto klubu působil do průběhu sezony 2007/08, během které přestoupil do Avangardu Omsk. Ještě během této sezony ukončil aktivní kariéru.
V ročníku 2008/09 zastával funkci asistenta trenéra v klubu KHL Ak Bars Kazaň. Na stejnou pozici nastoupil v létě 2011 v Jaroslavli.

## Statistika
- Debut v NHL – 9. října 1993 (Pittsburgh Penguins – NEW YORK RANGERS)
- První gól v NHL (a zároveň první bod) – 13. října 1992 (NEW YORK RANGERS – Quebec Nordiques, vítězný gól při druhém startu v lize)

| Sezona     | Klub                | Soutěž     | Základní část | Základní část | Základní část | Základní část | Základní část | Play off | Play off | Play off | Play off | Play off |
| Sezona     | Klub                | Soutěž     | Z             | G             | A             | B             | TM            | Z        | G        | A        | B        | TM       |
| ---------- | ------------------- | ---------- | ------------- | ------------- | ------------- | ------------- | ------------- | -------- | -------- | -------- | -------- | -------- |
| 1987/88    | HK Dynamo Moskva    | SSSR       | 2             | 0             | 1             | 1             | 0             | —        | —        | —        | —        | —        |
| 1989/90    | HC Dynamo Moskva    | SSSR       | 35            | 1             | 1             | 2             | 27            | —        | —        | —        | —        | —        |
| 1990/91    | HC Dynamo Moskva    | SSSR       | 40            | 0             | 5             | 5             | 15            | —        | —        | —        | —        | —        |
| 1991/92    | HC Dynamo Moskva    | Rusko      | 28            | 3             | 2             | 5             | 22            | —        | —        | —        | —        | —        |
| 1992/93    | HC Dynamo Moskva    | Rusko      | 36            | 3             | 11            | 14            | 100           | —        | —        | —        | —        | —        |
| 1993/94    | HC Dynamo Moskva    | Rusko      | 3             | 0             | 0             | 0             | 6             | —        | —        | —        | —        | —        |
| 1993/94    | New York Rangers    | NHL        | 67            | 3             | 15            | 18            | 58            | 17       | 0        | 4        | 4        | 12       |
| 1994/95    | HC Dynamo Moskva    | Rusko      | 13            | 0             | 2             | 2             | 10            | —        | —        | —        | —        | —        |
| 1994/95    | New York Rangers    | NHL        | 47            | 4             | 8             | 12            | 30            | 8        | 1        | 0        | 1        | 0        |
| 1995/96    | New York Rangers    | NHL        | 40            | 2             | 16            | 18            | 26            | 6        | 0        | 1        | 1        | 4        |
| 1996/97    | New York Rangers    | NHL        | 77            | 9             | 29            | 38            | 59            | 13       | 1        | 3        | 4        | 20       |
| 1997/98    | New York Rangers    | NHL        | 47            | 3             | 7             | 10            | 48            | —        | —        | —        | —        | —        |
| 1998/99    | New York Rangers    | NHL        | 2             | 1             | 0             | 1             | 0             | —        | —        | —        | —        | —        |
| 1998/99    | Toronto Maple Leafs | NHL        | 56            | 2             | 25            | 27            | 52            | 14       | 1        | 3        | 4        | 12       |
| 1999/00    | Toronto Maple Leafs | NHL        | 69            | 3             | 14            | 17            | 54            | 11       | 0        | 3        | 3        | 4        |
| 2000/01    | HC Dynamo Moskva    | Rusko      | 5             | 0             | 1             | 1             | 0             | —        | —        | —        | —        | —        |
| 2000/01    | Chicago Blackhawks  | NHL        | 53            | 2             | 13            | 15            | 39            | —        | —        | —        | —        | —        |
| 2001/02    | Chicago Blackhawks  | NHL        | 65            | 1             | 9             | 10            | 40            | 5        | 1        | 0        | 1        | 0        |
| 2002/03    | Chicago Blackhawks  | NHL        | 40            | 4             | 10            | 14            | 12            | —        | —        | —        | —        | —        |
| 2003/04    | Chicago Blackhawks  | NHL        | 24            | 0             | 7             | 7             | 14            | —        | —        | —        | —        | —        |
| 2003/04    | New York Islanders  | NHL        | 3             | 0             | 1             | 1             | 4             | —        | —        | —        | —        | —        |
| 2004/05    | Sibir Novosibirsk   | Rusko      | 5             | 0             | 1             | 1             | 16            | —        | —        | —        | —        | —        |
| 2004/05    | Lokomotiv Jaroslavl | Rusko      | 33            | 2             | 4             | 6             | 45            | 9        | 0        | 0        | 0        | 0        |
| 2005/06    | Florida Panthers    | NHL        | 6             | 0             | 0             | 0             | 4             | —        | —        | —        | —        | —        |
| 2005/06    | Sibir Novosibirsk   | Rusko      | 18            | 2             | 1             | 3             | 39            | 3        | 0        | 0        | 0        | 4        |
| 2006/07    | Sibir Novosibirsk   | Rusko      | 39            | 5             | 13            | 18            | 90            | 7        | 1        | 2        | 3        | 8        |
| 2007/08    | Sibir Novosibirsk   | Rusko      | 6             | 0             | 2             | 2             | 27            | —        | —        | —        | —        | —        |
| 2007/08    | Avangard Omsk       | Rusko      | 8             | 1             | 0             | 1             | 10            | —        | —        | —        | —        | —        |
| Celkem NHL | Celkem NHL          | Celkem NHL | 596           | 34            | 154           | 188           | 430           | 74       | 4        | 14       | 18       | 52       |

## Rodina
Karpovcev byl ženatý, s manželkou Jannou měl dcery Dašu (nar. 1993) a Stacy (nar. 2000).